# Salsola atrata
Salsola atrata är en amarantväxtart som beskrevs av Viktor Petrovitj Botjantsev. Salsola atrata ingår i släktet sodaörter, och familjen amarantväxter. Inga underarter finns listade i Catalogue of Life.